# 바그다드 총대주교

바그다드 총대주교의 문장

바그다드의 칼데아 가톨릭 총대주교, 또는 칼데아 총대주교(라틴어: Patriarchatus Chaldaeorum)는 칼데아 가톨릭교회의 수장(首長)이자 유일한 총대주교이다. 현재 총대주교는 루이스 라파엘 1세 사코이다. 주교좌 성당은 이라크 바그다드에 있는 통고의 성모 대성당이다.
이라크 그리스도인들의 과반수를 차지하고 있는 칼데아 가톨릭 신자들은 이라크의 토착민들이다.
바빌론의 칼데아 가톨릭교회는 고대 칼데아의 기원을 상징하는 대표적인 동방 가톨릭교회로서, 성좌 및 로마 가톨릭교회와 완전한 가시적인 친교를 이루고 있다. 동방 교회를 가톨릭과 동방 교회 두 교단으로 나뉘게 만든 1552년 교회 분열로 세워진 이 교회는 처음에는 ‘동방의 교회’라는 이름으로 알려졌다. 하지만 칼데아 교회도 지금의 아시리아 동방교회를 형성하면서 가톨릭교회로부터 분리되었다. 그리하여 1672년 칼데아 가톨릭교회를 새로 세우고 오스만 제국의 디야르바키르에 총대주교좌를 설치했다.
그 후 1683년 총대주교좌는 이라크 바그다드로 옮겨졌다.
2021년 8월까지 바빌론 총대주교 또는 칼데아인들의 바빌론 총대주교라는 칭호가 널리 사용되다가 그 후 현재의 명칭으로 바뀌게 되었다.

## 같이 보기
- 바빌론 총대주교 목록
- 칼데아 가톨릭교회